# Tatiana Rentería
Tatiana Rentería Rentería (Cáli, 22 de dezembro de 2000) é uma lutadora de estilo-livre colombiana.

## Carreira
Rentería representou a Colômbia nos Jogos Mundiais de Praia de 2019 em Doha, Catar, e ganhou a medalha de ouro no evento de luta livre de praia feminina de 70 kg. Em 2020, ela competiu no Torneio Pan-Americano de Qualificação Olímpica realizado em Ottawa, Canadá, sem se classificar para os Jogos Olímpicos de Verão de 2020 em Tóquio, Japão. Ela também não conseguiu se classificar para as Olimpíadas no Torneio Mundial de Qualificação Olímpica realizado em Sofia, Bulgária.
No Campeonato Mundial de Luta Livre Sub-23 de 2021, realizado em Belgrado, Sérvia, Rentería conquistou a medalha de prata no evento feminino de 76 kg. Ela perdeu sua luta pela medalha de bronze no Campeonato Pan-Americano de Luta Livre de 2022, realizado em Acapulco, México. Ela competiu no evento de 76 kg no Campeonato Mundial de Luta Livre de 2022, realizado em Belgrado, Sérvia. Ela venceu sua primeira luta e foi eliminada por Martina Kuenz, da Áustria.
Em outubro de 2022, Rentería conquistou a medalha de bronze na categoria feminina de 76 kg nos Jogos Sul-Americanos de 2022, realizados em Assunção, Paraguai. No mesmo mês, ela conquistou a medalha de ouro em sua categoria no Campeonato Mundial de Luta Livre Sub-23 de 2022, realizado em Pontevedra, Espanha. Em novembro de 2022, ela conquistou a medalha de ouro em sua categoria nos Jogos Centro-Americanos e do Caribe de Praia, realizados em Santa Marta, Colômbia.
Rentería ganhou a medalha de prata em seu evento no Campeonato Pan-Americano de Luta Livre de 2023, realizado em Buenos Aires, Argentina. Ela também ganhou a medalha de ouro em seu evento nos Jogos Centro-Americanos e do Caribe de 2023, realizados em San Salvador, El Salvador. Rentería ganhou uma das medalhas de bronze no evento feminino de 76 kg no Campeonato Mundial de Luta Livre de 2023, realizado em Belgrado, Sérvia. Ela derrotou Cătălina Axente da Romênia em sua luta pela medalha de bronze. Rentería também ganhou uma vaga para a Colômbia nas Olimpíadas de Verão de 2024 em Paris, França.
Rentería conquistou a medalha de prata na categoria feminina de 76 kg nos Jogos Pan-Americanos de 2023, realizados em Santiago, Chile. Na final, ela perdeu para Milaimys Marín, de Cuba. Em 2024, ela conquistou a medalha de prata em sua categoria no Campeonato Pan-Americano de Luta Livre, realizado em Acapulco, México.
Rentería ganhou uma das medalhas de bronze na categoria feminina de 76 kg nas Olimpíadas de Verão de 2024. Ela derrotou Génesis Reasco do Equador em sua luta pela medalha de bronze.